# Tupycziw
Tupycziw (ukr. Тупичів) – wieś na Ukrainie, w obwodzie czernihowskim, w rejonie czernihowskim, siedziba hromady. W 2025 liczyła 1380 mieszkańców.